# Карлейн Сілегем
Карлейн Сілегем (нід. Karlijn Sileghem; 12 травня 1965, Гент, Бельгія) — бельгійська театральна та телевізійна акторка. Лауреатка нідерландської театральної премії «Коломбіна» (1996)

## Телебачення
- Поліцейські (2001)
- Рудий (1999)